# Terrore dagli abissi
Terrore dagli abissi (Deep Trouble) è il diciannovesimo libro della serie horror per ragazzi Piccoli brividi, scritta da R. L. Stine.
Il racconto è stato anche rivisitato nel fumetto inglese Goosebumps Graphix Terror Trips.

## Trama
Billy e sua sorella Sheena sono in visita allo zio, il Dr. Deep, su una minuscola isola dei Caraibi. Mentre nuota vicino alla barriera corallina, Billy viene attaccato da una mostruosa creatura marina simile a una piovra, ma fortunatamente sopravvive. Tuttavia, Sheena, il Dr. Deep e Alexander (l'assistente del Dr.Deep) non gli credono, quando racconta loro dell'attacco. Più tardi, Billy sente il Dr. Deep parlare con alcuni rappresentanti dello zoo acquatico locale, ai quali i pescatori hanno raccontato di aver visto una sirena con i capelli biondi e la coda verde; vogliono che il Dr. Deep la catturi, in modo che possa essere esposta nello zoo.
Il giorno dopo, Billy decide di andare a cercare questa creatura, ma viene quasi ucciso da uno squalo martello; la bestia viene messa in fuga, però, proprio dalla sirena. Il Dr. Deep cattura quest'ultima con una rete, e la pone in una vasca, con grande dispiacere suo e di Billy. Durante la notte un gruppo di uomini si introduce sulla barca, per rapire la sirena; si scopre così che Alexander li ha aiutati, in cambio di un'alta somma di denaro. Gli uomini rinchiudono Billy, Sheena e il Dr. Deep nella vasca della sirena, e la buttano in mare per ucciderli; in quel momento intervengono un branco di sirene che li salvano, dopodiché inseguono gli uomini con la sirena rapita e, dopo un duro scontro, hanno la meglio, mentre la sirena viene liberata e si ricongiunge con le compagne. Il giorno dopo arrivano i rappresentanti dello zoo, convinti che la sirena sia stata catturata e per offrire al dottore la somma di denaro pattuita per la missione, ma questi respinge il denaro e decide di mentire, dicendo che non ha trovato nulla e sostenendo fermamente che le sirene non esistono. Più tardi Billy decide di uscire a nuoto e recarsi alla laguna per dire addio alla sirena, ma si ritrova di nuovo faccia a faccia con il mostro marino che lo aveva precedentemente attaccato.

## Personaggi
- William "Billy" Deep Jr.: il protagonista della storia. Ha 12 anni e vorrebbe diventare un famoso esploratore subacqueo.
- Sheena Deep: sorella di Billy, ha 10 anni e una personalità molto razionale (si rifiuta di credere nell'esistenza del sovrannaturale fino a quando non vede la sirena con i suoi occhi).
- Dr. George Deep ("Dottor D"): zio dei protagonisti, è uno studioso di biologia marina, ama il mare al punto da non riuscire a starvi lontano per lunghi periodi. Viene incaricato dai rappresentanti dello zoo marino di trovare la sirena avvistata dagli isolani.
- Alexander DuBrow: assistente e "cuoco di bordo" ventenne del Dottor Deep, all'apparenza simpatico e bonaccione, si rivela in realtà avido e crudele, accettando di vendere la sirena a dei malviventi in cambio di una grossa somma di denaro e tentando di uccidere Dr. Deep. Billy e Sheena. Viene attaccato dalle sirene assieme ai suoi complici e in seguito non si saprà più nulla di lui.

## Creature del libro
- Il mostro marino: essere mostruoso che attacca Billy durante una sua visita alla barriera corallina, assomiglia ad una gigantesca piovra, ma di colore verde scuro, è dotato di un unico occhio di colore marrone, dodici tentacoli e una bocca armata di zanne. Dopo un iniziale attacco a Billy (fallito per ragioni misteriose) lo vediamo riapparire in un sogno di Billy e, in seguito, alla fine del romanzo, quando attacca Billy, tornato nella laguna per rivedere le sirene.
- Lo squalo martello: questo pesce famelico attacca Billy quando questi si reca nella laguna per cercare la sirena, riuscendo a ferirlo e arrivando molto vicino ad ucciderlo. Viene facilmente sconfitto e messo in fuga dalla sirena dopo un breve scontro.
- Le sirene: vivono nella laguna, e sono molto simili all'iconografia classica (parte superiore del corpo di una donna, con una coda di pesce al posto delle gambe), ma non parlano il linguaggio umano, esprimendosi con suoni e versi simili a quelli di alcuni animali. Quando Alexander e i suoi complici rapiscono la sirena catturata dal Dottor Deep, le compagne si prodigano per aiutare il dottore e i suoi nipoti, e in seguito la loro compagna.

## Episodio TV
Nella serie TV Piccoli brividi è presente la trasposizione di questo libro, tuttavia con sostanziali differenze; ad esempio, il ruolo di protagonista si sposta da Billy a Sheena, e la trama è per la maggior parte presa da Terrore dagli abissi n.2, visto che la storia di questo primo libro non era considerata abbastanza spaventosa. Nella stessa trasposizione, inoltre, il Dr. Deep ha il nome Harold anziché George.

## Edizioni
- R. L. Stine, Terrore dagli abissi, traduzione di Alessandra Padoan, collana Piccoli brividi, Arnoldo Mondadori Editore, 1996,  p. 127, ISBN 88-04-41366-2.